# Compsophorus verecundus
Compsophorus verecundus là một loài tò vò trong họ Ichneumonidae.